# Fudschaira (Emirat)
Fudschaira, auch als Fujairah (englisch) zu finden (arabisch إمارة الفجيرة, DMG Imārat al-Fuǧaira), ist eines der sieben Emirate, die die Vereinigten Arabischen Emiraten (VAE) bilden. Die Einwohnerzahl beträgt 236.811 (Stand 2017). Namensgebend für das Emirat ist die Hafenstadt Fudschaira, die auch Hauptstadt ist.

## Geographie
Das Emirat besteht aus zwei ähnlich großen Landesteilen, die den Großteil der insgesamt 1165 km² ausmachen. Beide Landesteile liegen östlich des Hadschar-Gebirges an der Ostküste der Vereinigten Arabischen Emirate am Golf von Oman. Das Emirat weist zwei Städte auf, die Hauptstadt Fudschaira im südlichen Landesteil und die Stadt Dibba im nördlichen Landesteil.
Hinzu kommen noch ein gemeinsam mit dem Emirat Schardscha verwaltetes Gebiet sowie die kleine, an den Oman grenzende Exklave Ohala (اوحلة, oft als Wahla transkribiert). An der Nordgrenze des südlichen Fudschaira-Landesteils befindet sich die zu Oman gehörende Exklave Madha. Fudschaira und der Golf von Oman umschließen zudem die zu Schardscha gehörenden Exklaven Khor Fakkan und Kalba, die noch in der ersten Hälfte des 20. Jahrhunderts umkämpft waren.
Nicht deckungsgleich ist die Verwaltungsgliederung in die zwei Gemeinden Fudschaira und Dibba, zu denen neben den Städten noch rund 34 Dörfer gehören. Die Gemeinde Fudschaira umfasst nicht nur den südlichen Landesteil mit der Emiratshauptstadt und die Exklave Ohala, sondern auch den Südwesten und Westen des nördlichen Landesteils. Zur Gemeinde Dibba wird auch ein rund 242 km² großes unbewohntes Berggebiet gerechnet, wo das Wadi-Wuraya-Schutzgebiet liegt.

## Geschichte
1902 spaltete sich das damals nur wenige Häuser zählende Fudschaira vom Emirat Schardscha ab. Am 2. Dezember 1971 entließ Großbritannien die ehemaligen Trucial States, zu denen auch Fudschaira gehörte, in die Unabhängigkeit. Unter Führung von Abu Dhabi wurden die Vereinigten Arabischen Emirate aus den ehemaligen Trucial States Abu Dhabi, Dubai, Schardscha, Adschman, Umm al-Qaiwain, und Fudschaira gegründet. Ra’s al-Chaima trat als siebtes Emirat 1972 bei.

## Herrscher
Der arabische Stamm asch-Scharqi stellt mit dem Emir den Herrscher des Emirats.
- 1903–1938 Hamad I.
- 1952–1975 Muhammad
- 1975–1938 Hamad II.

## Flagge
Als Hamad II. 1975 an die Macht kam, schaffte er die bisherige komplett rote Flagge ab und übernahm die Bundesflagge der Vereinigten Arabischen Emirate mit ihren drei zusätzlichen horizontalen Streifen Grün, Weiß und Schwarz.

## Wirtschaft
Fudschaira ist wirtschaftlich weitgehend von Abu Dhabi abhängig. Das Emirat besitzt keine eigenen Ölquellen, jedoch verfügt es über größere Anbauflächen für Gemüse, Dattelpalmen und andere Nahrungsmittel. Die Hafenwirtschaft und der Tourismus bilden zunehmend wichtige Einkommensquellen. Auch die Fischerei spielt eine Rolle.

## Briefmarken
Von 1964 bis 1972 betrieb das Emirat einen eigenständigen Postdienst. Briefmarken tragen die Landesbezeichnungen Fujeira oder al-Fudschaira. Allerdings wurden die meist großformatigen Briefmarken mit Motiven ohne Landesbezug nicht primär für den postalischen Gebrauch, sondern als Sammelobjekte verkauft und dienten somit als zusätzliche Einnahmequelle.